# Congrès juif européen
Le Congrès juif européen (CJE) a été fondé en 1986. Il succède à la section européenne du Congrès juif mondial alors basée à Paris. Son siège est situé à Bruxelles avec des bureaux à Paris, à Strasbourg, à Berlin et à Budapest. C'est une organisation représentative des communautés juives européennes, affiliée au Congrès juif mondial.

## Historique
Le  Board of Deputies of British Jews (en), principale organisation représentant les Juifs britanniques, a décidé de rompre avec le Congrès juif européen à la suite de la réaction jugée inappropriée de ce dernier concernant les allégations de « comportement sexuel répréhensible » de la part du rabbin  Yaakov Bleich.

## Fonctionnement
Le CJE travaille avec les gouvernements nationaux, les institutions de l'Union européenne et le Conseil de l'Europe auprès duquel il a un statut de participant. C'est une institution laïque représentant les deux millions cinq cent mille Juifs européens et quarante-deux communautés juives nationales. Ses objectifs sont, selon le site de l'organisation, de combattre l'antisémitisme, de protéger la vie juive et de favoriser les relations entre communautés juives, de garder le souvenir de la Shoah, d'assurer une politique équilibrée en Europe à l'égard d'Israël, de s'assurer que la législation en Europe ne menace pas la vie et la tradition juives et de promouvoir le dialogue inter-religieux.
Son président élu ou réélu tous les deux ans est,  de 2007 à 2022, Moshe Kantor qui est contraint de démissionner pour sa trop grande proximité avec Vladimir Poutine après l'invasion russe de l'Ukraine en 2022. Il est remplacé à titre intérimaire par Ariel Muzicant (en).